# Stegesund-Hästholmen
Stegesund och Hästholmen är två öar belägna utanför Vaxholm i Stockholms skärgård. Egentligen utgör Stegesund och Hästholmen en enda ö, men sedan 1899 skiljs de åt av en smal kanal. Ön saknar vägförbindelse med fastlandet och det smala Stegesundet skiljer öarna från Skarpö. Kanalen mellan Hästholmen och Stegesund är idag bara farbar med mycket små båtar, vid lågvatten enbart med jollar och kanoter. Ön har en permanent befolkning på cirka 20 personer.[källa behövs]
Ön trafikeras av Waxholmsbolaget året runt.

## Externa länkar

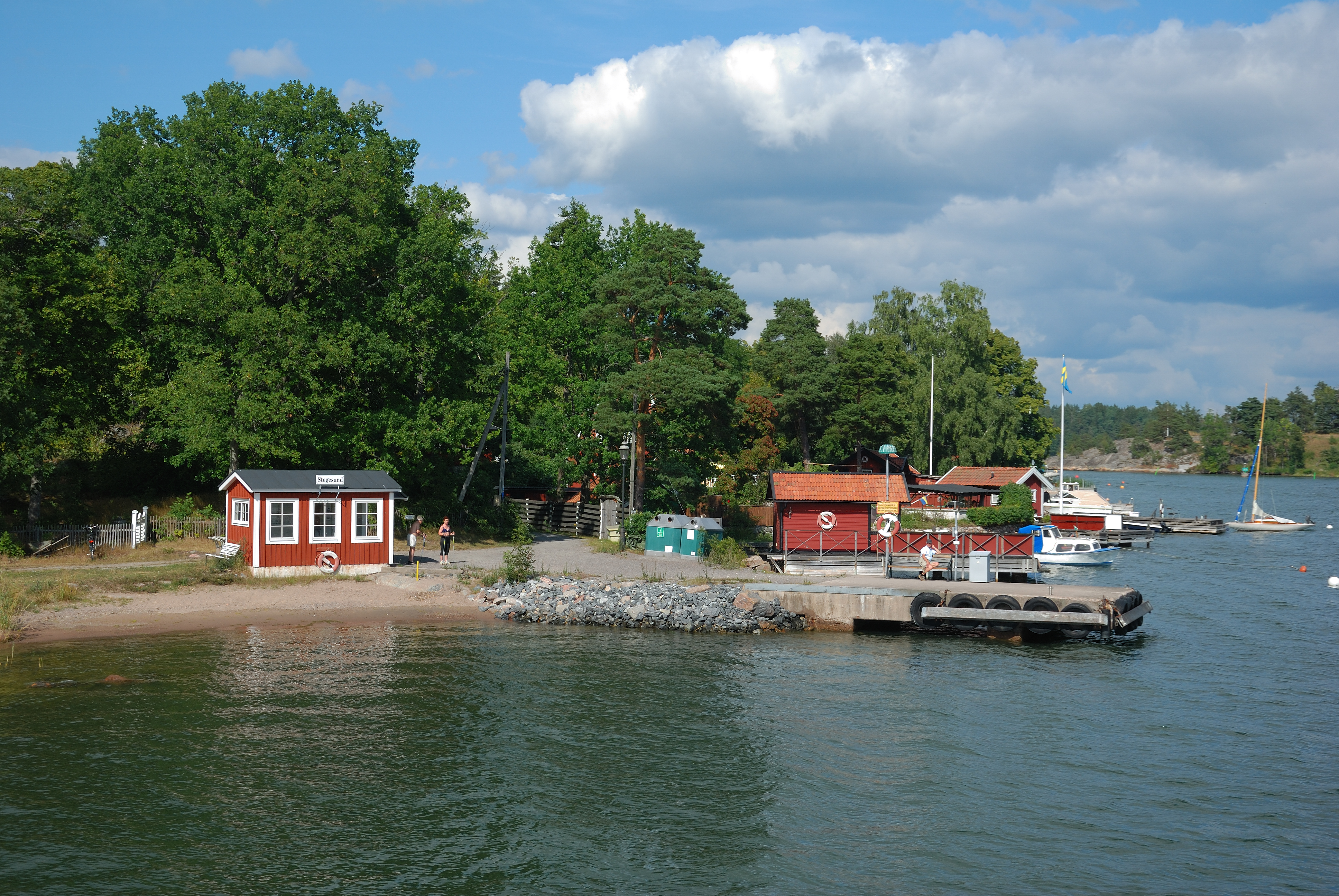
Stegesunds brygga.